# Josef Schatz (Germanist)

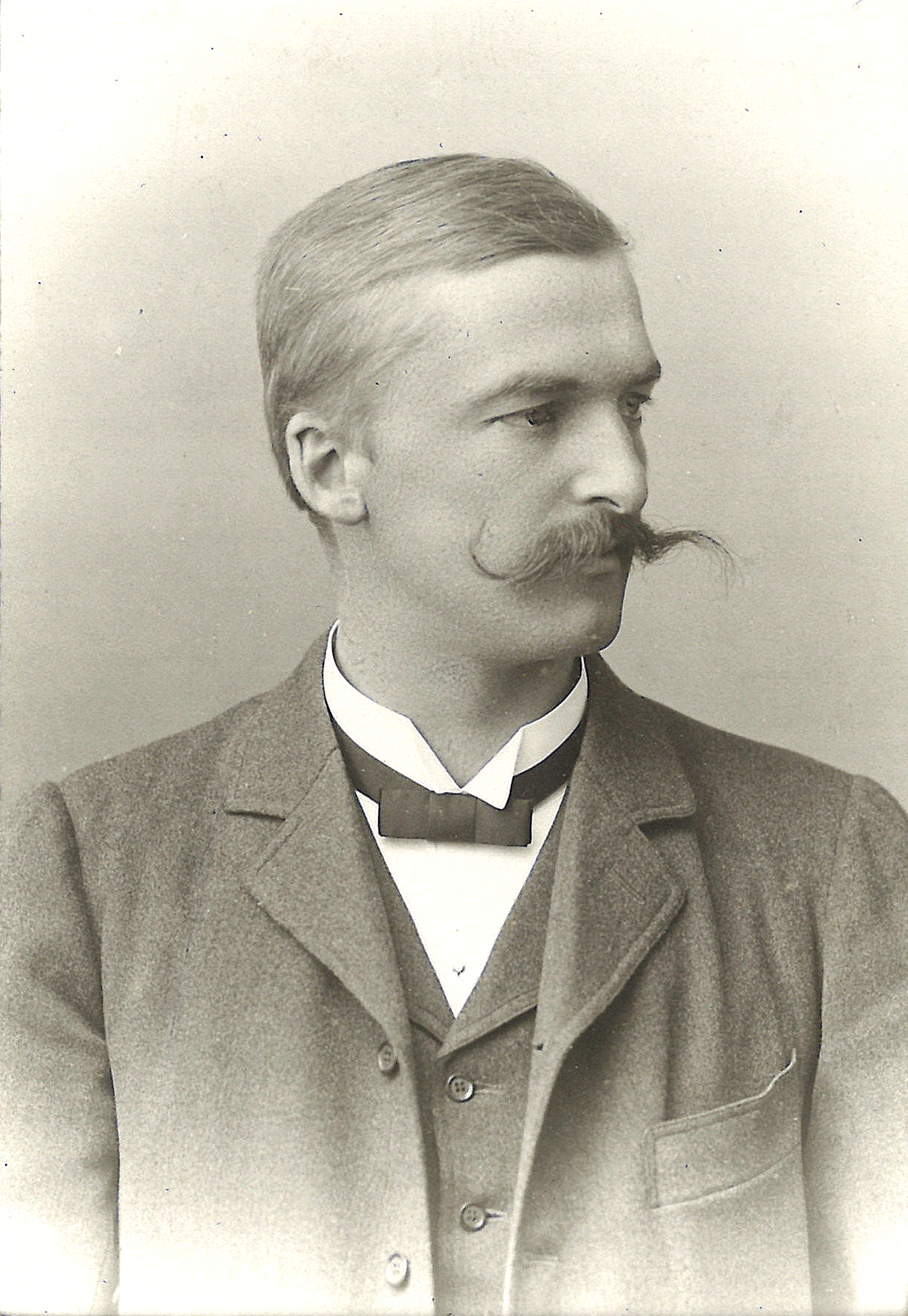
Josef Schatz porträtiert zur vorletzten Jahrhundertwende für ein Fakultätsalbum der Universität Innsbruck

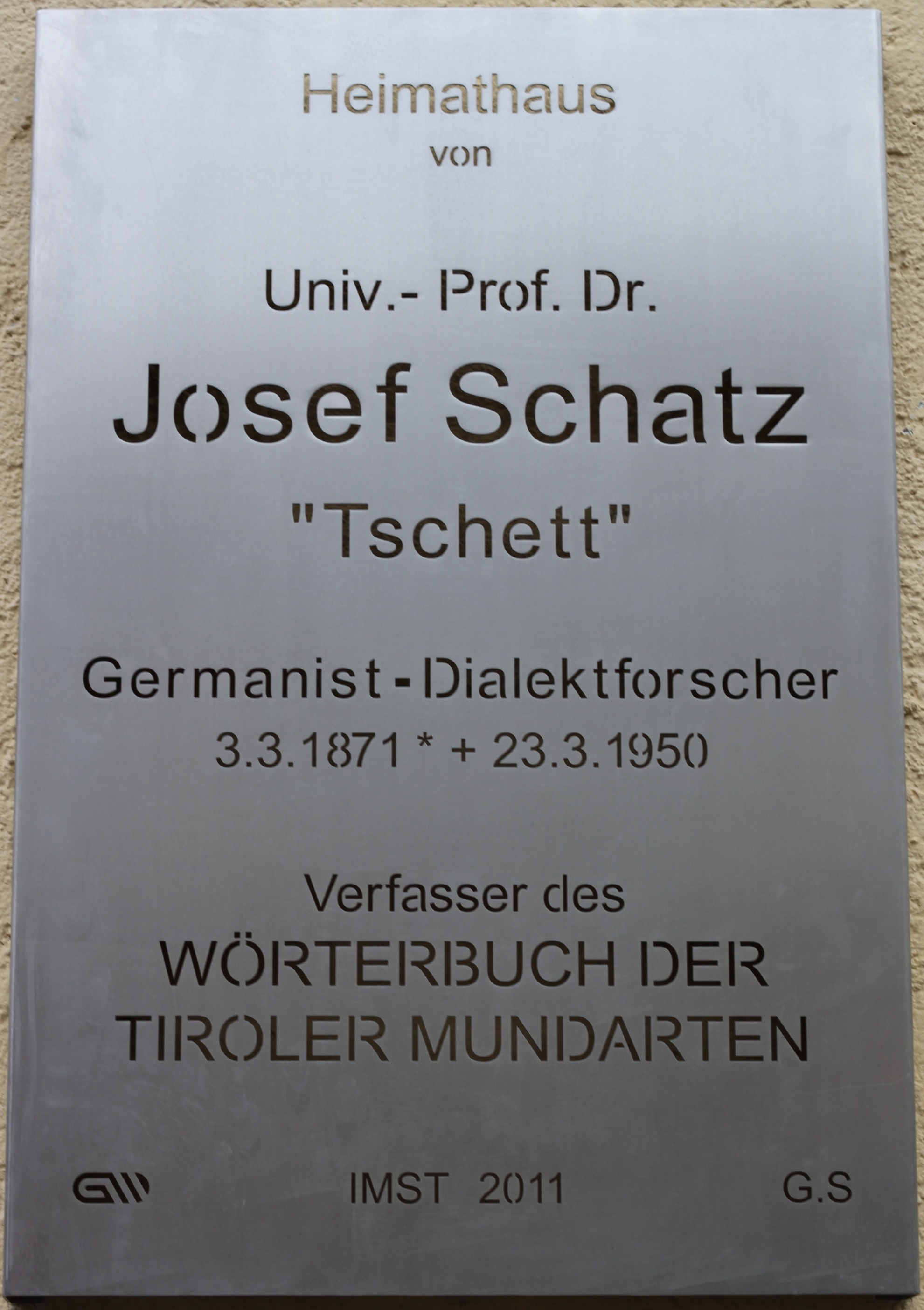
Josef-Schatz-Gedenktafel in Imst 2011

Josef Schatz (* 3. März 1871 in Imst, Österreich-Ungarn; † 23. März 1950 in Innsbruck) war ein Tiroler Altgermanist und Mundartforscher sowie Mitglied der Österreichischen Akademie der Wissenschaften in Wien.

## Leben und Wirken
Nach dem Besuch des Gymnasiums in Brixen und Meran studierte Schatz von 1891 bis 1896 Germanistik, klassische Philologie und vergleichende Sprachwissenschaften an der Universität Innsbruck, wo er sich insbesondere mit dem Althochdeutschen und den bairisch-österreichischen Mundarten beschäftigte. 1895 wurde er zum Dr. phil. promoviert, 1896 legte er die Lehramtsprüfung ab und war zunächst Supplent am Staatsgymnasium Innsbruck, dann Praktikant an der Innsbrucker Universitätsbibliothek. Der Habilitation 1897 schloss sich ein Studienaufenthalt in Leipzig an, wo Karl Brugmann und Eduard Sievers zu seinen Förderern gehörten. Von 1905 bis 1911 war Josef Schatz außerordentlicher Professor an der Universität Lemberg, dann dort bis 1912 ordentlicher Professor, ehe er 1912 als Professor für deutsche Sprache und Literatur an die Universität Innsbruck berufen wurde. In den Jahren 1917/18 war er Dekan der Philosophischen Fakultät, 1922/23 Rektor der Universität. 1939 wurde er als Ordinarius aus Altersgründen „entpflichtet“, wie nach dem „Anschluss“ an das „Dritte Reich“ alle Ordinarien Österreichs, die das 65. Lebensjahr überschritten hatten. Er war einer der ersten Dialektologen im deutschen Sprachraum.
Obgleich er sich in erster Linie als Altgermanist sah, lag der Schwerpunkt seiner Forschungen auf dem Gebiet der Mundarten. Von ihm stammt die erste grundlegende Gliederung des gesamtbairischen Mundartgebietes. Er erarbeitete die historischen Grundlagen für die Mundartforschung im Allgemeinen, verfasste eine altbairische Grammatik und betrachtete selber seine althochdeutsche Grammatik von 1927 als seine Hauptleistung. Bekannter allerdings wurde schließlich sein zweibändiges Wörterbuch der Tiroler Mundarten, das er von 1936 bis zu seinem Ableben 1950 auf der Basis von Befragungen durch seine Studenten sowohl im österreichischen als auch im nach 1918 italienisch gewordenen deutschsprachigen Teil Tirols (Südtirol) sowie unter Einbeziehung vieler alt-, mittel- und neuhochdeutscher Werke geschaffen hat, dessen Drucklegung er jedoch nicht mehr erleben konnte.

## Veröffentlichungen
- Die tirolische Mundart. In: Zeitschrift des Ferdinandeums für Tirol und Vorarlberg. 3. Folge, Band 47, Wagnersche VB, Innsbruck 1903, S. 1–94 (zobodat.at [PDF]).
- Die Mundart von Imst (= Zeitschrift für deutsches Altertum und deutsche Litteratur N.F. 36=48, Anh. 1/2) Trübner, Straßburg 1897.
- Hrsg.: Die Gedichte Oswalds von Wolkenstein, 2. Auflage, Göttingen 1904.
- Zu Oswald von Wolkenstein. In: Zeitschrift des Ferdinandeums für Tirol und Vorarlberg. 3. Folge, Band 45, Innsbruck 1901, S. 182–192 (zobodat.at [PDF]).
- Oswald von Wolkenstein: Geistliche und weltliche Lieder. Bearbeitet von Josef Schatz (Text) und Oswald Koller (Musik), (= Denkmäler der Tonkunst in Österreich 18), Wien 1902 (online).
- Sprache und Wortschatz der Gedichte Oswalds von Wolkenstein (= Akad. der Wissenschaften in Wien. Phil.-hist. Klasse, Denkschriften 69,2). Wien und Leipzig 1930.
- Untersuchungen zu dem Wortschatz der Lieder Oswalds von Wolkenstein 54, 55, 59 und 60, Zeitschrift Neophilologus, Heft 57, Number 2 (April 1973) Verlag Springer Netherlands 1973, S. 156–172.
- Eine neue Innsbrucker Freidankhandschrift. In: Zeitschrift des Ferdinandeums für Tirol und Vorarlberg. 3. Folge, Band 41, Innsbruck 1897, S. 111–130 (zobodat.at [PDF]).
- Altbairische Grammatik. Laut- und Flexionslehre (= Grammatiken der althochdeutschen Dialekte 1) 1907
- Neue Stamser Bruchstücke der Weltchronik Rudolfs von Ems. In: Zeitschrift des Ferdinandeums für Tirol und Vorarlberg. 3. Folge, Band 42, Innsbruck 1898, S. 349–368 (mit Teilabdruck von [g], zobodat.at [PDF]).
- Die Sprache der Namen des ältesten Salzburger Verbrüderungsbuches. In: Edward Schroeder u. Gustav Roethe (Hrsg.): Anzeiger für Deutsches Altertum und Deutsche Literatur. Jg. 20 (1899), Weidmannsche Buchhandlung, Marburg 1899.
- Eine Reimbibel des 12. Jahrhunderts. Neue Bruchstücke des sog. Mittelfränkischen Legendars. In: ZfdA 59 (1922), S. 1–22.
- Althochdeutsche Grammatik (= Göttinger Sammlung indogermanischer Grammatiken und Wörterbücher 6) Göttingen 1927.
- Bruchstücke einer bairischen Predigthandschrift des 12. Jahrhunderts. In: Beiträge zur Geschichte der deutschen Sprache und Literatur 52 (1928), S. 345–360.
- Zur Handschrift V der Krone. In: ZfdA 69 (1932), S. 336.
- Wörterbuch der Tiroler Mundarten (= Schlern-Schriften 119. 120). Band I, A–L. Band II, M–Z. Mit Nachtragsteil. Drucklegung durch Karl Finsterwalder. 2 Bände. 401 bzw. 347 S. und eine Übersichtskarte. Verlagsbuchhandlung Wagner, Innsbruck 1955–1956. Neudruck ebd. 1993, ISBN 3-7030-0252-2.